# Spathula alba
Spathula alba är en plattmaskart som beskrevs av Allison 1997. Spathula alba ingår i släktet Spathula och familjen Dugesiidae. Inga underarter finns listade i Catalogue of Life.